# Harrison County (Ohio)
Harrison County ist ein County im Bundesstaat Ohio der Vereinigten Staaten. Der Verwaltungssitz (County Seat) ist Cadiz.

## Geographie
Das County liegt fast im äußersten Osten von Ohio, ist etwa 25 km von der Grenze zu West Virginia entfernt und hat eine Fläche von 1064 Quadratkilometern, wovon 19 Quadratkilometer Wasserfläche sind. Es grenzt im Uhrzeigersinn an folgende Countys: Carroll County, Jefferson County, Belmont County, Guernsey County und Tuscarawas County.
Zum County gehört der Ort Bowerston.

## Geschichte
Harrison County wurde am 2. Januar 1813 aus Teilen des Jefferson County und des Tuscarawas County gebildet. Benannt wurde es nach William H. Harrison, einem General im Britisch-Amerikanischen Krieg von 1812–1814, Gouverneur des Indiana-Territoriums und späterem neunten Präsident der Vereinigten Staaten.
Sieben Bauwerke und Stätten des Countys sind im National Register of Historic Places eingetragen (Stand 19. April 2018).

## Demografische Daten

Alterspyramide des Harrison County

Nach der Volkszählung im Jahr 2000 lebten im Harrison County 15.856 Menschen. Davon wohnten 271 Personen in Sammelunterkünften, die anderen Einwohner lebten in 6.398 Haushalten und 4.516 Familien. Die Bevölkerungsdichte betrug 15 Einwohner pro Quadratkilometer. Ethnisch betrachtet setzte sich die Bevölkerung zusammen aus 96,49 Prozent Weißen, 2,19 Prozent Afroamerikanern, 0,08 Prozent amerikanischen Ureinwohnern, 0,11 Prozent Asiaten, 0,01 Prozent Bewohnern aus dem pazifischen Inselraum und 0,09 Prozent aus anderen ethnischen Gruppen; 1,03 Prozent stammten von zwei oder mehr Ethnien ab. 0,37 Prozent der Bevölkerung waren spanischer oder lateinamerikanischer Abstammung.
Von den 6.398 Haushalten hatten 29,1 Prozent Kinder und Jugendliche unter 18 Jahre, die bei ihnen lebten. 58,5 Prozent waren verheiratete, zusammenlebende Paare, 8,8 Prozent waren allein erziehende Mütter, 29,4 Prozent waren keine Familien, 25,6 Prozent waren Singlehaushalte und in 13,0 Prozent lebten Menschen im Alter von 65 Jahren oder darüber. Die Durchschnittshaushaltsgröße betrug 2,44 und die durchschnittliche Familiengröße lag bei 2,92 Personen.
Auf das gesamte County bezogen setzte sich die Bevölkerung zusammen aus 23,0 Prozent Einwohnern unter 18 Jahren, 6,9 Prozent zwischen 18 und 24 Jahren, 26,6 Prozent zwischen 25 und 44 Jahren, 25,8 Prozent zwischen 45 und 64 Jahren und 17,7 Prozent waren 65 Jahre alt oder darüber. Das Durchschnittsalter betrug 41 Jahre. Auf 100 weibliche Personen kamen 94,1 männliche Personen. Auf 100 Frauen im Alter von 18 Jahren oder darüber kamen statistisch 89,9 Männer.
Das jährliche Durchschnittseinkommen eines Haushalts betrug 30.318 USD, das Durchschnittseinkommen der Familien betrug 36.646 USD. Männer hatten ein Durchschnittseinkommen von 30.485 USD, Frauen 18.813 USD. Das Prokopfeinkommen betrug 16.479 USD. 13,3 Prozent der Bevölkerung und 11,0 Prozent der Familien lebten unterhalb der Armutsgrenze. Davon waren 17,5 Prozent Kinder oder Jugendliche unter 18 Jahre und 8,4 Prozent waren Menschen über 65 Jahre.